# George B. Cary
George Booth Cary (* 1811 bei Courtland, Southampton County, Virginia; † 5. März 1850 in Bethlehem, Virginia) war ein US-amerikanischer Politiker. Zwischen 1841 und 1843 vertrat er den Bundesstaat Virginia im US-Repräsentantenhaus.

## Leben
George Cary genoss eine gute Schulausbildung und betätigte sich danach als erfolgreicher Pflanzer auf seinem Anwesen Bonny Doon. Gleichzeitig schlug er als Mitglied der Demokratischen Partei eine politische Laufbahn ein. Bei den Kongresswahlen des Jahres 1840 wurde er im zweiten Wahlbezirk von Virginia in das US-Repräsentantenhaus in Washington, D.C. gewählt, wo er am 4. März 1841 die Nachfolge von John Botts antrat. Bis zum 3. März 1843 konnte er eine Legislaturperiode im Kongress absolvieren. Diese Zeit war von den Spannungen zwischen Präsident John Tyler und den Whigs geprägt. Außerdem wurde damals bereits über eine mögliche Annexion der seit 1836 von Mexiko unabhängigen Republik Texas diskutiert.
Nach dem Ende seiner Zeit im US-Repräsentantenhaus arbeitete George Cary wieder als Pflanzer auf dem Landgut Bonny Doon  Er starb am 5. März 1850 in Bethlehem und wurde auf dem Familienfriedhof auf seiner Plantage beigesetzt.